# Palpopleura albifrons
Palpopleura albifrons é uma espécie de libelinha da família Libellulidae.
É endémica de Gabão. 
Os seus habitats naturais são: florestas subtropicais ou tropicais húmidas de baixa altitude.